# Höga toppar djupa dalar
Höga toppar djupa dalar är ett musikalbum av Daltone som släpptes 2012.

## Låtlista
| Spår | Titel                                    | Tid   |
| ---- | ---------------------------------------- | ----- |
| 1    | Det blev aldrig några barn               | 03:28 |
| 2    | Aldrig landa - Promoe                    | 03:35 |
| 3    | Tystnaden                                | 03:58 |
| 4    | Fiat, Audi, Aston Martin                 | 03:52 |
| 5    | Ett glas till                            | 02:21 |
| 6    | Du har ingen aning - Roffe Ruff          | 03:48 |
| 7    | Kasta ut dom - Mächy                     | 03:22 |
| 8    | Ett flow - Organismen, Timbuktu (artist) | 03:57 |
| 9    | Tro på mig                               | 03:20 |
| 10   | Sista låten först                        | 04:03 |